# Angelo Tarchi (politico)
Angelo Tarchi (Borgo San Lorenzo, 5 febbraio 1897 – Milano, 16 febbraio 1974) è stato un politico italiano.
È stato ministro dell'economia corporativa e poi della produzione industriale della Repubblica Sociale Italiana.

## Biografia
Combatte come volontario nella prima guerra mondiale dove raggiunge il grado di capitano ed è decorato al valor militare. Al termine del conflitto aderisce ai Fasci di combattimento. Laureato in chimica, è membro di accademie scientifiche ed occupa incarichi direttivi in industrie del settore.
Viene eletto Deputato alla Camera nel 1934. Nel 1939 diviene consigliere nazionale alla Camera dei fasci e delle corporazioni. Nel 1940 parte volontario per la campagna d'Albania. Dal dicembre 1941 è ispettore nazionale del Partito Nazionale Fascista.
Dopo l'armistizio dell'8 settembre 1943 aderisce alla Repubblica Sociale Italiana collaborando alla stesura del decreto legge sulla socializzazione, ed è uno dei fautori del Manifesto di Verona. Dal 1º gennaio del 1944 succede a Silvio Gai come ministro dell'economia corporativa. Con il decreto legislativo n.2 del 19 gennaio 1945 questo ministero viene soppresso e creati i dicasteri del lavoro e della produzione industriale. Tarchi guida quest'ultimo ministero fino al 25 aprile 1945.
(Angelo Tarchi)
Nel dopoguerra viene arrestato, e processato per l'adesione al regime fascista. Amnistiato nel 1948, torna a lavorare nell'industria chimica e dirige la rivista "Chimica". È presidente della Camera di commercio italo-brasiliana.
Negli anni '60 viene eletto consigliere comunale di Milano nelle liste del Movimento Sociale Italiano. Nel 1967 pubblica un libro di riflessioni politiche che intitola Teste dure. Muore pochi anni dopo.
Sulle sue orme politiche si muoverà il nipote Marco Tarchi, negli anni '70 uno dei giovani intellettuali di punta della cosiddetta Nuova Destra.